# Критский институт технологического образования
Критский Институт Технологического Образования (греч. Τεχνολογικό Εκπαιδευτικό Ίδρυμα Κρήτης) — институт, предоставляющий высшее технологическое образование студентам Греции. Основан в 1983 году и включает в себя следующие школы:
- Школа прикладной технологии;
- Школа здоровья и благосостояния;
- Школа управления и экономики;
- Школа сельскохозяйственной технологии.

Также в состав института входят отделы общих наук, иностранных языков и физкультуры. Студенты КИТО в течение 4 лет посещают курсы, включающие лекции и практические работы в лабораториях. Кроме того, они пишут диссертацию перед получением высшего образования.
Инструкция в КИТО включает обучение технологическим предметам целью которых является обучение студентов в квалифицированных, ответственных и компетентных членов общества. С постоянным преподавательским состав 200 человек и приблизительно 10 000 студентов КИТО Ираклиона - процветающее академическое сообщество с обширной библиотекой, студенческими общежитиями, спортивными объектами и поликлиникой.

## Язык образования
Язык образования в ИТО Крита является греческим. Дополнительно есть несколько курсов на английском языке.